# 太田雄貴
太田 雄貴（おおた ゆうき、1985年11月25日 - ）は、2000年代から2010年代にかけて活躍した日本のフェンシング選手（種目はフルーレ）。日本初のフェンシング銀メダリスト。公益社団法人日本フェンシング協会元会長。国際フェンシング連盟理事。IOC委員。滋賀県大津市出身。大津市立比叡平小学校→平安中学校→平安高等学校を経て、同志社大学商学部卒業。現役当時は森永製菓所属だった。右利き。キレのあるアタックを特徴とする。妻は元TBSアナウンサーの笹川友里。

## 来歴
幼少時代は、滋賀県大津市比叡平にて過ごす。
小学時代はスポ少「大津スキースポーツ少年団」にてスキーや陸上トレーニングなどで基礎体力を養う。
高校時代にフェンシングをしていた父の勧めで小学3年生からフェンシングを始め、小、中学と共に全国大会を連覇している。平安高校時代には史上初のインターハイ3連覇を達成し、高校2年の時には全日本選手権で優勝した（2023年現在最年少記録）。
2004年1月から岡崎直人、山口徹らとアテネオリンピック出場権をかけて多くの国際大会に出場した。3月の韓国国際大会で8位入賞を果たすとその後も確実に上位に進出して出場権を獲得。アテネオリンピックでは3回戦でロシアのGANEEV Renalに敗れ、9位となった。
2006年、カタール・ドーハで開催されたアジア競技大会では、準決勝で2005年の世界選手権2位の張亮亮（ 中国）を破る大金星を挙げ勢いに乗り、決勝では李天雄（ 韓国）を破って優勝。フェンシング男子フルーレ個人では1978年バンコク大会以来28年ぶりとなる金メダルを獲得した。
2008年、北京オリンピックフェンシング男子フルーレ個人に出場、日本人選手初の決勝戦へ進出。8月13日の決勝戦ではベンヤミン・クライブリンク（ ドイツ）と対戦し9 - 15で敗れるが、日本フェンシング史上初の五輪メダルである銀メダルを獲得した。また、太田が銀メダルを獲得するまでは、フェンシングは1896年の第1回アテネオリンピックで正式競技に採用された8競技の中で、日本が唯一五輪メダルを獲得していない競技であった。
銀メダル獲得直後のインタビューで「就職先募集中」と語っており、大学院に進むことも示唆していたが、複数のオファーの中から、高校時代からサポートを受けていた森永製菓に2008年11月1日入社した。森永製菓での所属は「健康事業本部ウイダー事業部マーケティング担当」。
2009年4月より、森永製菓所属のままフランスのフェンシングのクラブチーム「エクス＝アン＝プロヴァンス」に期限付きで在籍。渡仏2戦目となる4月5日の「ルブニュー・チャレンジ」で同チーム加入後初優勝。決勝では北京五輪で敗れたクライブリンクを破っての優勝だった。5月、日本選手で初めて国際フェンシング連盟ランキングの1位となる。同年6月にフェンシング・ワールドカップのハバナ（キューバ）大会で5年ぶりの勝利をあげた。

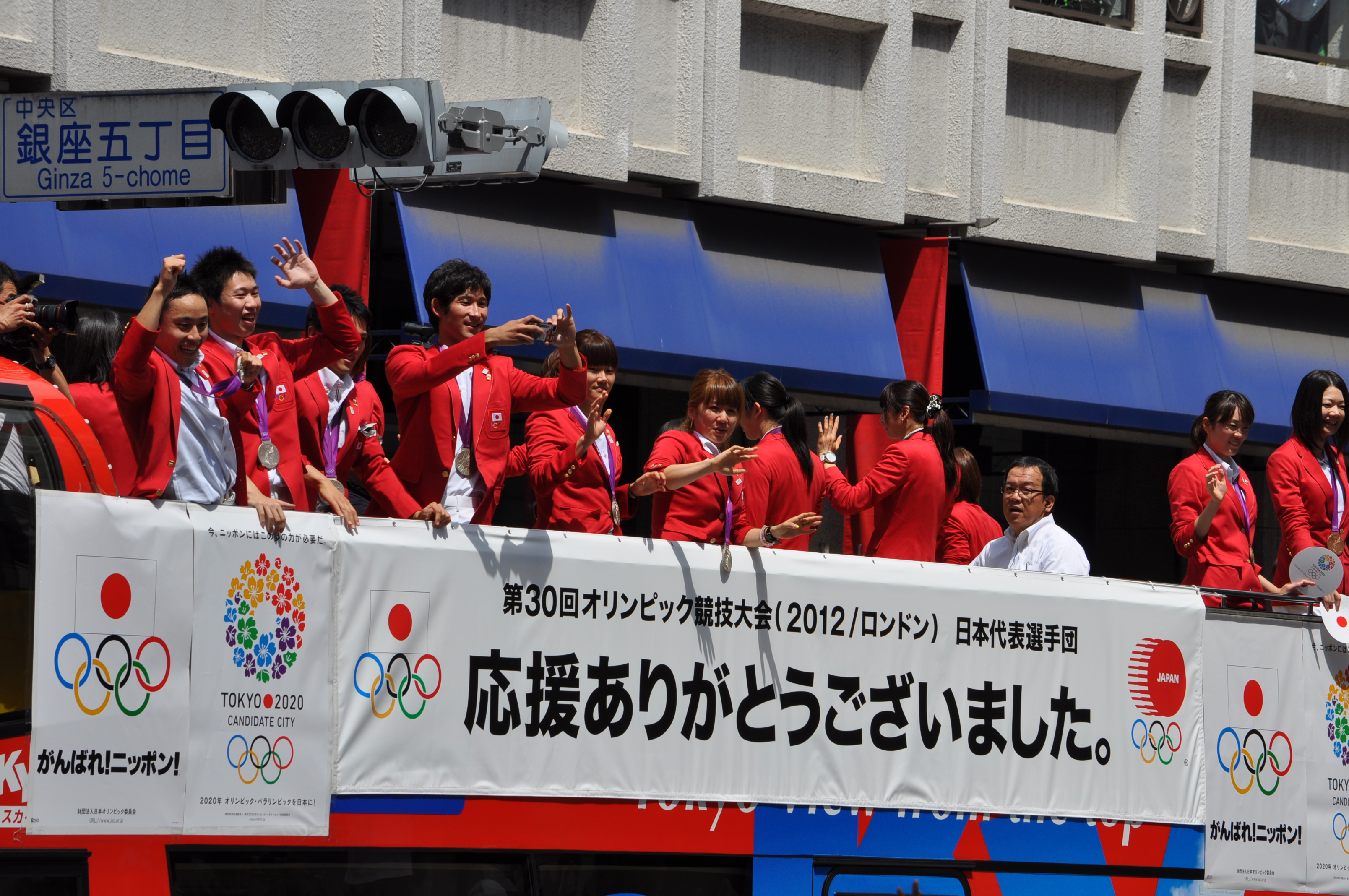
オリンピック凱旋パレード（2012年8月19日撮影）

2012年、ロンドンオリンピックの初戦（2回戦）でいきなりベンヤミン・クライブリンクと再戦。15-5で勝利し、前回の雪辱を果たすが、3回戦でアンドレア・カッサーラに延長の末14-15で敗れた。男子フルーレ団体戦（太田、千田健太、三宅諒、淡路卓）では準々決勝でランキング2位の中国に45-30で勝利。準決勝では3位のドイツと対戦、最終ラウンドドイツ2点リードで迎えた残り10秒から同点に追いつき、延長の末41-40で勝利。決勝ではランキング1位のイタリアに39-45の善戦の上敗れるも、日本史上初となる団体銀メダル獲得となった。
2012年12月19日、フェンシング普及の為、「SUPER FENCING」を立ち上げ、全国各地でフェンシングの普及活動を行った。
2013年、フェンシング世界選手権ブダペスト大会にて、多くのオリンピック金メダリストが立候補する中、トップで当選を果たし、国際フェンシング連盟のアスリート委員に選出される。アスリート委員会での決選投票により、選手委員会委員長に就任。これにより、日本人初の国際フェンシング連盟の理事に就任した。
2014年9月に開幕した仁川アジア大会では日本チームにとって1974年テヘランアジア大会以来となる団体フルーレ優勝に貢献した。
2015年7月16日、モスクワで行われたフェンシング世界選手権の男子フルーレ個人でアレクサンダー・マシアラス（ アメリカ合衆国）を15-10で破り初優勝を果たし、2016年リオデジャネイロオリンピック出場権を獲得した。
2016年8月7日、リオデジャネイロオリンピックの個人フルーレの初戦となったラウンドオブ32でギレルミ・トルドに敗れ、試合後に現役引退を表明した。
2016年10月、京都府より新たに創設された、京都府スポーツ賞・特別功労賞が贈られることが発表される。
2016年11月4日、WIN3株式会社を設立、代表取締役に就任した。
2016年11月27日、国際フェンシング連盟の理事選に立候補して、当選。（2023/11/29時点 現任、2期目 2024年11月26日まで）
2017年6月17日、アジアフェンシング連合アスリート委員会委員長（同連盟理事権限取得）に就任。（2023/11/29時点現任）
2017年6月25日、日本フェンシング協会理事に就任。
2017年8月11日、日本フェンシング協会会長に就任。（2021/6/19退任）
2017年12月1日、TBSアナウンサーの笹川友里と結婚したことを発表した。2018年4月20日、京都・平安神宮で挙式。
2018年1月、一般財団法人 日本アーバンスポーツ支援協議会　副会長に就任。（2023/11/29時点 現任）
2018年3月30日、自身のブログで森永製菓を退職したことを公表。
2018年8月、一般社団法人日本eスポーツ連合 特別顧問に就任。（2023/11/29時点現任）
2018年12月7日、国際フェンシング連盟副会長に就任した。（2021/11/28退任）
2019年8月、公益財団法人日本オリンピック委員会 オリンピック・ムーブメント専門部会 副部長に就任。（2023/11/29時点 現任）
2020年9月7日、公益財団法人日本アンチ・ドーピング機構　アスリート委員会委員に就任。（2022/6/30 退任）
2021年3月25日、株式会社マイネット 社外取締役に就任。（2024/3/28時点 現任）
2021年4月22日、スポーツ庁 スポーツ審議会臨時委員に就任。（2022/3/30退任）
2021年6月15日、一般財団法人 冬季産業再生機構 理事に就任。（2023/11/29時点 現任）
2021年6月19日、日本フェンシング協会の会長を退任したと発表した。後任はタレントの武井壮。
2021年6月30日、一般社団法人 日本ハンドボールリーグ 理事に就任。（退任）
2021年8月、OCEA GROUP - DIGITAL VORN『Brand Ambassador』（2023/11/29時点 現任）
2021年8月4日、日本人3人目となるIOC委員（選手委員としては日本人初）に選出された。（任期は2028年LA五輪まで）同時にOCA（アジアオリンピック評議会）のアスリート委員に就任（2023/12/12再任、任期は2026年まで）。
2021年12月1日、JOC オリンピック・ムーブメント事業本部 副本部長、アスリート委員会 委員、国際委員会 副委員長、アントラージュ専門部会 部会員 就任。（2023/11/29時点 現任）
2022年1月31日、エコシステム推進協議会 アドバイザー 就任。（2023/11/29時点 現任）
2022年4月22日、北海道・札幌2030オリンピック・パラリンピックプロモーション委員会 委員に就任。（2023/11/29時点 現任）
2022年6月23日、公益財団法人 日本オリンピック委員会  理事に就任。（2023/11/29時点 現任）
2022年7月5日、B.LEAGUE 滋賀レイクスターズ アドバイザーに就任。（退任）
2022年９月27日、IOCの委員会「Commission for Gender Equality Diversity and Inclusion」のメンバーに就任
2023年2月10日、「第2期スポーツ未来開拓会議」委員に就任。 （2023年12月31日まで）

### 審査員
2008年 第59回NHK紅白歌合戦 - ゲスト審査員
2019年 ACC Tokyo Creativity Award
2019年 RED U-35
2021年 RED U-35
2022年 江副リクルート財団 リクルートスカラシップ スポーツ部門 選考委員

## 主な成績
- 全日本選手権

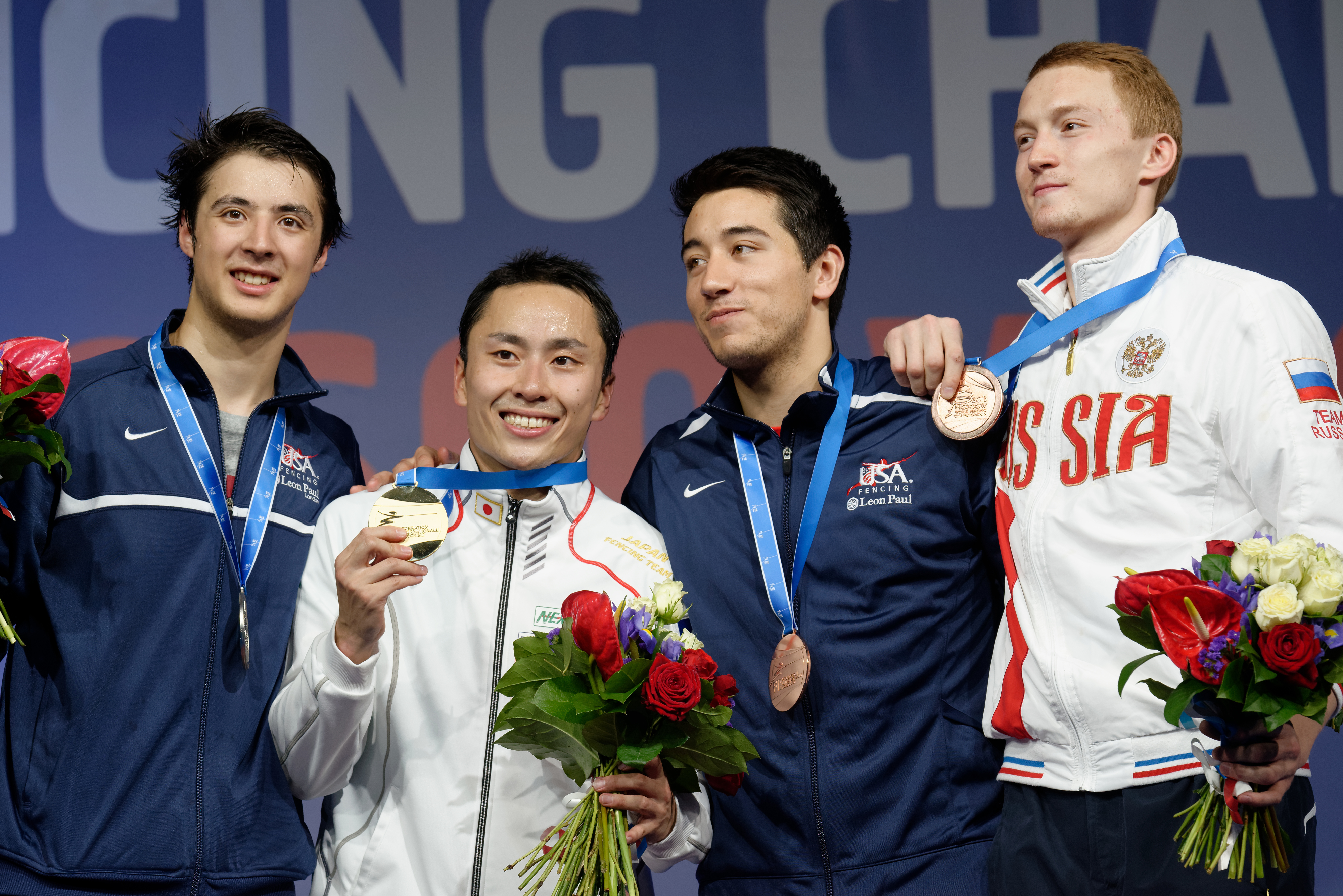
2015年の世界選手権で優勝
表彰式で金メダルを掲げる太田（左から2番目）

  - 優勝（2002年、2007年）
- 牧杯ジュニア選手権大会
  - 優勝（2002年、2004年：京都府大山崎町）
- 国民体育大会
  - 団体優勝（2008年＝京都府チーム）
- 世界ジュニア選手権大会
  - 3位（2005年：オーストリア）
- アジア競技大会
  - 優勝（2006年：ドーハ）
  - 団体優勝（2014年:仁川）
- アジア選手権
  - 優勝（2015年：シンガポール）
- オリンピック
  - 9位（2004年：アテネ）
  - 2位（2008年：北京）
  - フルーレ団体戦・準優勝（2012年：ロンドン）
- ワールドカップ 通算2勝（2004年テヘラン大会、2009年ハバナ大会）
- フェンシング世界選手権
  - フルーレ個人・優勝（2015年：モスクワ）

## エピソード
- フェンシングを始めたきっかけは、父に「スーパーファミコン（とゲームボーイソフトも1本）を買ってあげる」と勧誘されたからである[3]。兄と妹も勧誘したが興味を示されず、最後の砦の雄貴を誘う父の苦肉の策であった。「スーファミを買ってもらえたらすぐ辞めるつもりだった」が、父の飴と鞭の指導に乗せられフェンシングにのめり込んでいった。その父は、映画『怪傑ゾロ』に憧れてフェンシングを始めている[3]。
- 初優勝時の全日本選手権決勝の相手は市ヶ谷廣輝（現香川県立三本松高等学校教員）であった。太田は幼い頃市ヶ谷に何度か指導を受けており、事実上の師弟対決でもあった[5]。
- 北京五輪当時の所属クラブである「京都クラブ」は、同志社大学卒業後もフェンシングの練習に専念するため就職しなかった関係で、所属先が存在しない太田が「さすがに無職・ニートとは書けないから」との理由で発足させたクラブ。そのため所属選手は太田1人のみで、クラブとしての実体はほとんどない。
- NHK衛星第1テレビでは、当初北京オリンピックフェンシング決勝を当日深夜に録画で放送する予定だったが、決勝進出に伴い生放送に変更された。同局地上波の総合テレビでは予定通り当日深夜に録画放送された。
- 2008年度ベストジーニストアワード（協議会選出部門）受賞[26]。
- 愛車は日産 アリア。
- 2020年夏季オリンピック招致活動にプレゼンターとして携わり、2013年5月のスポーツアコード、同年7月の開催計画説明会、および9月の第125次IOC総会でスピーチを行った。開催地が東京に決定し、大粒の涙を流す姿が話題となった。
- 現役生活は元より、グローバル社会におけるセカンドキャリアも含め、選手たちへ英語でのコミュニケーション力の必要性を強く訴えて求めている。日本フェンシング協会会長として、民間英語試験「GTEC」でのレベルA2クリアを、2021年からフェンシング日本代表の選出条件と決めた[27]。

## その他の出演
- ファミ通アワード2008[28]
- ICE BOX TVCM
- フィニアスとファーブのトークしまショー in Japan（ディズニーチャンネル）のゲスト
- 家売るオンナの逆襲（2019年） ‐ 本人 役